# 井上因达因硕
井上因達因碩（1747年—1805年），日本圍棋棋手，生於安藝國佐伯郡己斐村，本名為田原橘二（一說吉益橘二），父親八木武助為農夫，第七世井上因碩的徒弟。

## 生平
1759年對高野山受二子不相上下，隔年對齊藤治左衛門受二子二連勝，不久成為第七世井上因碩的徒弟；遺下的譜很多都是對地方人士對局，被認為是周遊各國鍛鍊自己的棋力。
1773年成為春達的跡目，當時六段，隔年開始參加御城碁，對坂口仙德執黑3目敗，御好碁對第六世安井仙哲執黑中盤勝，至去世退位共下了28局。1784年春達去世，繼任井上家家督，是為第八世井上因碩。1802年升上上手，三年後去世，傳位給春策。

## 外部連結
日本圍棋故事